# Bunjodkor-stadion
Bunjodkor-stadion (uzbekisk latin: Bunyodkor Stadioni, kyrilliska: Бунёдкор Стадиони, ryska: Стадион «Бунёдкор») är en arena i Uzbekistans huvudstad Tasjkent som började byggas år 2008 och invigdes officiellt den 28 september 2012. Arenan har en kapacitet för 34 000 åskådare, vilket gör den till den näst största i Tasjkent, efter Pachtakor Markazij-stadion (kapacitet för 35 000). Arenan är hemmaplan för den uzbekiska storklubben i fotboll FK Bunjodkor. 

## Historia

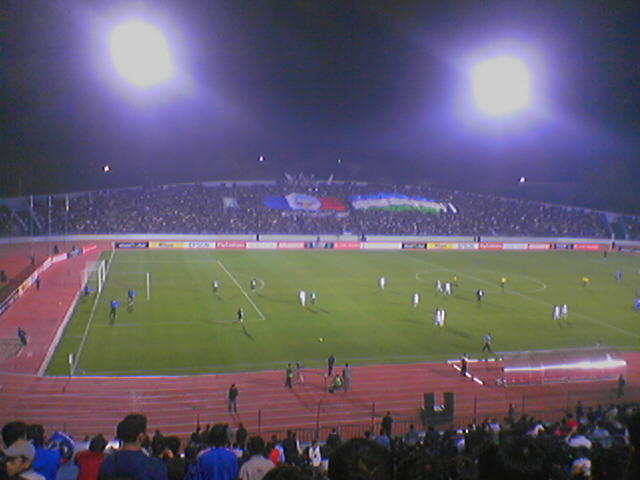
Den numer rivda MHSK-stadion år 2008.

På platsen där dagens arena står stod tidigare MHSK-stadion, där Bunjodkor tidigare spelade sina hemmamatcher. Den arenan var byggd 1986 och renoverad 2007/2008, men jämnades med marken endast ett år efter renovationen. MHSK-stadion hade en kapacitet för 16 000 åskådare.
Det första spadtaget av bygget togs den 13 november 2008. Efter byggstart sköts det planerade datumet för färdigställandet upp flera gånger. Entreprenör för bygget var Zeromax GmbH och arkitektbyrå var Gerkan, Marg und Partner (GMP). Den 28 september 2012 kunde arenan slutligen invigas med bland annat den uzbekiske presidenten Islam Karimov närvarande. Invigningen hade även anpassats till 100-årsdagen av den uzbekiska fotbollen.
Arenan är sedan dess invigning hemmaplan åt FK Bunjodkor, en av Uzbekistans bästa fotbollsklubbar som spelar i landets högsta fotbollsliga, Olij Liga. Genom stadion får klubben även en större arena än den lokala konkurrenten Pachtakor Tasjkent.

## Anläggning
Anläggningen är utspridd på en yta av 56 tunnland. Komplexet innefattar bland annat 7 moderna fotbollsfält, fotbollsskola för barn och ungdomar, pool och andra faciliteter.
Huvudarenan innefattar omklädningsrum för spelare, domare och tränare, kontor, en konferenshall, FK Bunjodkors fotbollsmuseum, tre restauranger samt ett träningscenter. Arenan är även utrustad med ljudanläggning, två större TV-skärmar, allmän ljudutrustning samt video-reklamskärmar längs långsidorna av fotbollsplanen.

## Evenemang
Främst kommer arenan att stå värd för FK Bunjodkors hemmamatcher i Olij Liga. Utöver Bunjodkors matcher var arenan tilltänkt att vara värd för ett antal matcher ifall värdskapet för U20-VM för damer 2020 skulle tilldelas Uzbekistan. Uzbekistans bud gick dock ej segrande, utan värdskapet föll på Japan.